# مطران (قرية)
مطران هي قرية مغربية غرب المملكة. تنتمي مطران لإقليم الجديدة. تضم هذه القرية 11.627 نسمة (إحصاء 2004).